# Perrette Souplex
Perrette Souplex, född Guillemain den 22 april 1930 i Paris, död 19 maj 2024 i Paris, var en fransk skådespelare.

## Filmografi (urval)
- 1985 - August Strindberg ett liv (TV)